# سیارک ۳۴۶۲
سیارک ۳۴۶۲ (به انگلیسی: 3462 Zhouguangzhao، نامگذاری:1981UA10) سه هزار و چهارصد و شصت و دومین سیارک کشف شده‌است که در ۲۵ اکتبر ۱۹۸۱ کشف شد.
قدر مطلق سیارک برابر ۱۳٫۳۰ است.